# 珠海的轨道交通系统
本条目讲述中华人民共和国广东省珠海市的轨道交通系统。

## 有轨电车
珠海曾规划共9条的现代有轨电车线网，并在2017年开通了其首条线路——珠海有轨电车1号线。但由于客流量长期低迷，且线路存在技术缺陷，当局于2021年1月借疫情防控之名暂停线路运营，并在一年后确定拆除，成为中国大陆首条确定拆除的新建有轨电车项目。

## 城市轨道交通
2023年8月，珠海市自然资源局启动了《珠海市城市轨道交通线网规划（2021—2035）》的公示。在该方案中，珠海市远期2035年规划8条城市轨道线路，线网总体规模约165公里；远景2050年规划11条城市轨道线路，线网总体规模约417公里。